# Communauté de communes Bourbre-Tisserands
Die Communauté de communes Bourbre-Tisserands ist ein ehemaliger französischer Gemeindeverband mit Rechtsform einer Communauté de communes im Département Isère, dessen Verwaltungssitz sich in dem Ort Les Abrets befand.
Der Doppelname bezog sich einerseits auf den Fluss Bourbre und andererseits auf die Textilindustrie (Weber, französisch Tisserand), die die Gegend um Les Abrets seit der Mitte des 19. Jahrhunderts geprägt hat. Der Gemeindeverband bestand aus zehn Gemeinden auf einer Fläche von 85,7 km2.

## Aufgaben
Zu den vorgeschriebenen Kompetenzen gehörten die Entwicklung und Förderung wirtschaftlicher Aktivitäten und des Tourismus sowie die Raumplanung auf Basis eines Schéma de Cohérence Territoriale. Der Gemeindeverband betrieb die Straßenmeisterei, und die Müllabfuhr. Zusätzlich baute und unterhielt der Verband Kultureinrichtungen und bestimmte die Wohnungsbaupolitik.

## Historische Entwicklung
Der Gemeindeverband entstand am 1. Januar 2014 aus dem Zusammenschluss zweier kleinerer Verbände, namentlich der Communauté de communes de la Vallée de la Bourbre und der Communauté de communes La Chaîne des Tisserands. Gleichzeitig stieß die Gemeinde Saint-Ondras zum Verband hinzu.
Mit Wirkung vom 1. Januar 2017 fusionierte der Gemeindeverband mit  
- Communauté de communes Les Vallons du Guiers,
- Communauté de communes de la Vallée de l’Hien und
- Communauté de communes Les Vallons de la Tour

und bildete so die Nachfolgeorganisation Communauté de communes Les Vals du Dauphiné.

## Ehemalige Mitgliedsgemeinden
Folgende 10 Gemeinden gehörten der Communauté de communes Bourbre-Tisserands an:
| Gemeinde               | Einwohner 1. Januar 2022 | Fläche km² | Dichte Einw./km² | Code INSEE | Postleitzahl |
| ---------------------- | ------------------------ | ---------- | ---------------- | ---------- | ------------ |
| Blandin                | 156                      | 4,3        | 36               | 38047      | 38730        |
| Chassignieu            | 226                      | 5,2        | 43               | 38089      | 38730        |
| Chélieu                | 739                      | 10,1       | 73               | 38098      | 38730        |
| La Bâtie-Montgascon    | 2.025                    | 8,4        | 241              | 38029      | 38110        |
| Les Abrets en Dauphiné | 6.713                    | 6,9        | 973              | 38001      | 38490        |
| Panissage              | 446                      | 4,9        |                  | 38293      | 38730        |
| Saint-André-le-Gaz     | 2.726                    | 8,9        | 306              | 38357      | 38490        |
| Saint-Ondras           | 661                      | 8,2        | 81               | 38434      | 38490        |
| Valencogne             | 681                      | 7,5        | 91               | 38520      | 38730        |
| Val-de-Virieu          | 1.534                    | 11,4       | 135              | 38560      | 38730        |